# Тит Альбуций
Тит Альбу́ций (лат. Titus Albucius; родился, по одной из версий, между 150 и 145 годом до н. э., Римская республика — умер после 103 года до н. э.) — римский военачальник и политический деятель, наместник Сардинии в 105 году до н. э. Был осуждён за вымогательства и умер в изгнании. Упоминается в источниках как эллинофил и приверженец эпикуреизма.

## Биография
Первые упоминания о Тите Альбуции в сохранившихся источниках относятся к 121 году до н. э. Тогда он находился в Афинах, где получал образование в соответствии с установившимися в Риме традициями. Тит стал ярым поклонником греческой культуры, так что, по словам Марка Туллия Цицерона, всю оставшуюся жизнь даже «сам был почти совершенным греком». Из-за этого его высмеял претор Квинт Муций Сцевола «Авгур», проезжавший через Афины по пути из Рима в свою провинцию, Азию. При встрече Сцевола обратился к Альбуцию не как к римлянину, а как к греку, и это имело далеко идущие последствия. Основным источником здесь является Гай Луцилий, в одной из своих сатир вложивший рассказ о случившемся в уста самого Сцеволы; при этом поэт дал юмористическое толкование событиям и постарался изобразить смешными обоих участников конфликта, из-за чего реальная картина неизбежно должна была исказиться:

Греком, Альбуций, скорей, чем римлянином или сабином,

Чем земляком достославных мужей из центурионов,

Понтий каков и Тритон, знаменитые знаменоносцы,

Слыть предпочёл ты. И вот я, претор, при встрече в Афинах

Греческим словом тебя приветствовал, как тебе любо:

«Хайре, о Тит!» И за мной все ликторы, турма, когорта:

«Хайре, о Тит!» И теперь ты враг мой и недруг, Альбуций.
— Марк Туллий Цицерон. О пределах блага и зла I, 9.
Из-за этого инцидента Тит затаил злобу на Квинта. Дождавшись, когда последний вернётся в Рим, Альбуций привлёк его к суду по обвинению в вымогательстве. По мнению антиковеда Фридриха Мюнцера, важную роль в конфликте сыграла принадлежность его участников к соперничавшим философским школам: Альбуций был «законченным эпикурейцем», а Муций — стоиком. Обвинитель опирался на счётные книги Альбия, друга Сцеволы, но подсудимый, защищавший себя самостоятельно, всё-таки добился оправдания. Этот процесс упоминает в своей «Апологии» Апулей, который всё перепутал: у него «блестяще образованный молодой человек» Г. Муций «обвинил ради славы» А. Альбуция. Эти события происходили в 119 году до н. э. или в первой половине 118 года.
В 105 году до н. э. Тит был наместником Сардинии в качестве либо претора, либо пропретора. Там ему пришлось воевать с местными племенами; согласно Цицерону, он действовал «против жалких разбойников в овчинах… при участии одной когорты вспомогательных войск». Одержав победу, Альбуций заявил о претензиях на триумф, но получил от сената только благодарственные молебствия (supplicatio). Тогда он отпраздновал подобие триумфа в своей провинции, чем вызвал гнев сенаторов. Это произошло уже в 104 году до н. э., когда Тит точно обладал полномочиями пропретора. Годом позже, вернувшись в Рим, Тит был привлечён к суду по обвинению в вымогательствах. Обвинителем по просьбе сардов стал молодой, но подававший большие надежды оратор Гай Юлий Цезарь Страбон Вописк, который смог добиться обвинительного приговора. Альбуций ушёл в изгнание и поселился в Афинах, после чего исчез из источников. Цицерон в связи с этим констатирует: «Если бы он на родине жил по эпикуровым законам, не пришлось бы ему и в изгнание уходить».

## Характеристика
Из-за эллинофильства Альбуция его высмеивал поэт Гай Луцилий. В частности, сохранились строки, в которых поэт подшучивает над манерной речью Альбуция: «Как у тебя хорошо словеса расположены! Словно // Плитки в полу мозаичном сложились в змеиный рисунок!». Цицерон упомянул Альбуция, в очередной раз критикуя эпикурейцев: «Вот какая распущенность расцвела в эпикуровом саду! Вы привыкли горячиться. Зенон даже бранился. А что сказать об Альбуции?». Оратор характеризует Тита как человека легкомысленного, который, впрочем, «не отличался ни развращённостью Пизона, ни дерзостью Габиния».
В связи с сардинским триумфом учёные констатируют, что Альбуций отличался неумеренным честолюбием и был готов полностью игнорировать римские традиции.